# Reumatologia

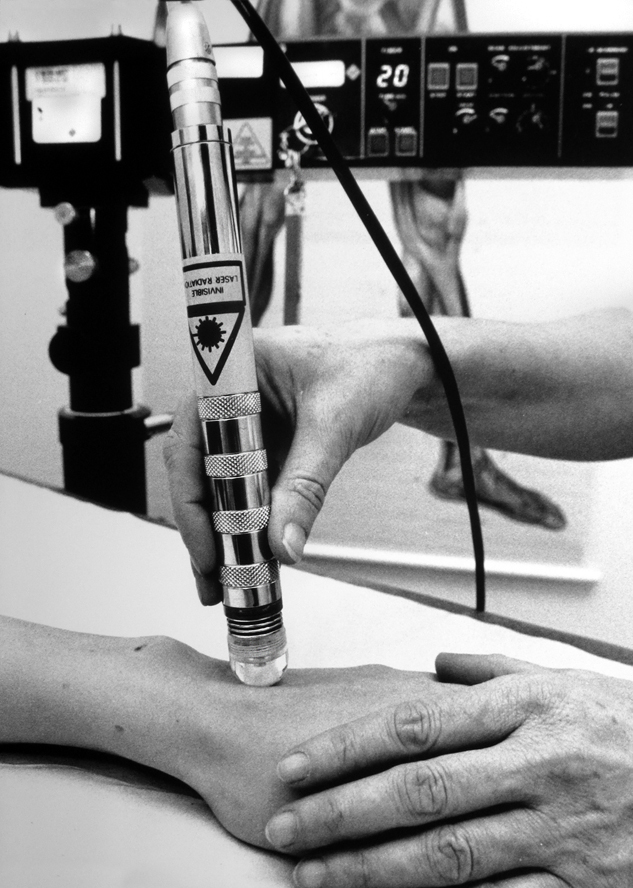

Reumatologia (z gr. rheúma – prąd, płynięcie, lógos – słowo, nauka) – dziedzina medycyny zajmująca się schorzeniami reumatycznymi (metabolicznymi, zapalnymi, zwyrodnieniowymi) kości, stawów (układu kostno-stawowego), a także ogólnoustrojowymi stanami zapalnymi tkanki łącznej (kolagenozy), ich rozpoznawaniem, leczeniem oraz zapobieganiem. W Polsce reumatologia jest jedną ze specjalizacji lekarskich, a jej konsultantem krajowym od 1 maja 2021 jest prof. dr hab. n. med. Brygida Kwiatkowska.